# Palaeoreichelina
Palaeoreichelina es un género de foraminífero bentónico de la subfamilia Staffellinae, de la familia Staffellidae, de la superfamilia Fusulinoidea, del suborden Fusulinina y del orden Fusulinida. Su especie tipo es Palaeoreichelina donghoiensis. Su rango cronoestratigráfico abarca el Moscoviense (Carbonífero superior).

## Discusión
Clasificaciones más recientes incluyen Palaeoreichelina en la superfamilia Staffelloidea, y en la subclase Fusulinana de la clase Fusulinata.

## Clasificación
Palaeoreichelina incluye a las siguientes especies:
- Palaeoreichelina disvoluta †
- Palaeoreichelina donghoiensis †

Otras especies consideradas en Palaeoreichelina son:
- Palaeoreichelina distincta †, de posición genérica incierta
- Palaeoreichelina igoi †, de posición genérica incierta
- Palaeoreichelina vozginensis †, de posición genérica incierta